# Intrepid Sea, Air & Space Museum
Das  Intrepid Sea, Air & Space Museum befindet sich in New York City. Es liegt am Ufer des Hudson River an der Westseite in Manhattan (Pier 86 in Höhe 46. Straße). Das Museum präsentiert den zum Museum umgebauten Flugzeugträger Intrepid, sowie weitere historische technische Ausstellungsstücke aus dem Bereich der US-amerikanischen Seestreitkräfte, Luftfahrt und Raumfahrt.

## Geschichte

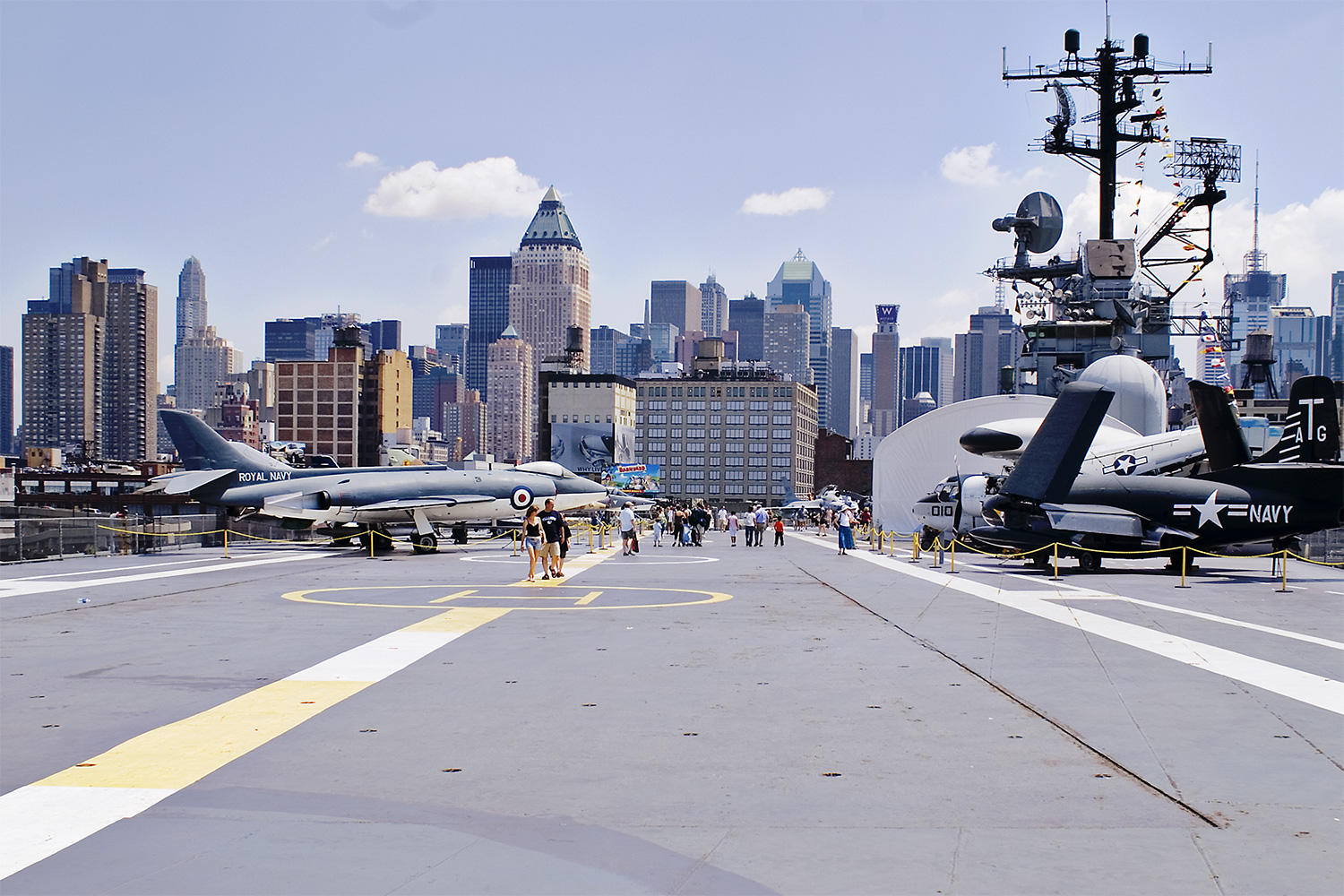
Flugdeck

Der im Jahr 1943 in Dienst gestellte Flugzeugträger der Essex-Klasse wurde, nachdem er 1974 außer Dienst gestellt wurde, 1978 durch eine Initiative von Zachary Fisher und seiner Ehefrau Elizabeth M. Fisher vor der Verschrottung bewahrt. Das Ehepaar gründete zu diesem Zweck die Intrepid Museum Foundation. Vier Jahre danach wurde im August 1982 das Intrepid Sea, Air & Space Museum eröffnet. Seit 1986 zählt die Intrepid zur Liste der National Historic Landmarks.
Am 1. Oktober 2006 wurde das Museum wegen Renovierungs- und Reparaturarbeiten am Pier und am Museumsschiff geschlossen. Am 6. November 2006 misslang der erste Versuch, die Intrepid von Pier 86 wegzuschleppen, weil die Menge an Schlick, die sich hinter dem Rumpf angesammelt hatte, unterschätzt worden war. Nach umfangreichen Baggerarbeiten konnte das Schiff am 5. Dezember 2006 nach Bayonne (New Jersey) geschleppt und dort zur Restaurierung ins Dock verbracht werden, wieder verbunden mit erheblichen Schwierigkeiten aufgrund von Schlick und niedrigem Wasserstand.
Nach den Arbeiten in Bayonne wurden an der Intrepid in Staten Island die Ausstellungsbereiche bearbeitet und erweitert. Am 2. Oktober 2008 wurde das Schiff zurück zu seinem ursprünglichen Platz geschleppt. Unter großer Beteiligung der Öffentlichkeit wurde das Museum am 8. November 2008 feierlich neu eröffnet.

## Wesentliche Ausstellungsstücke

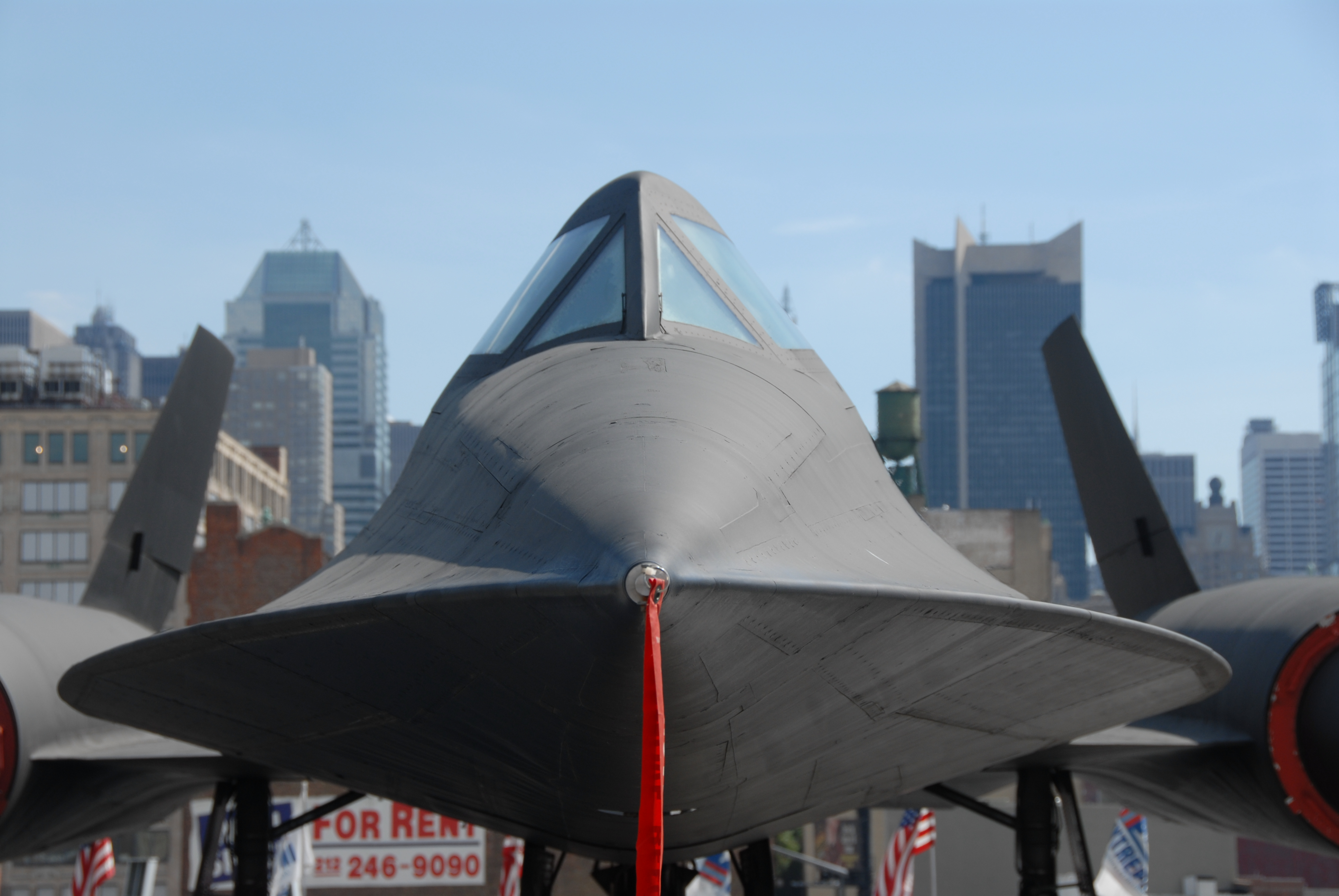
Frontansicht einer Lockheed A-12

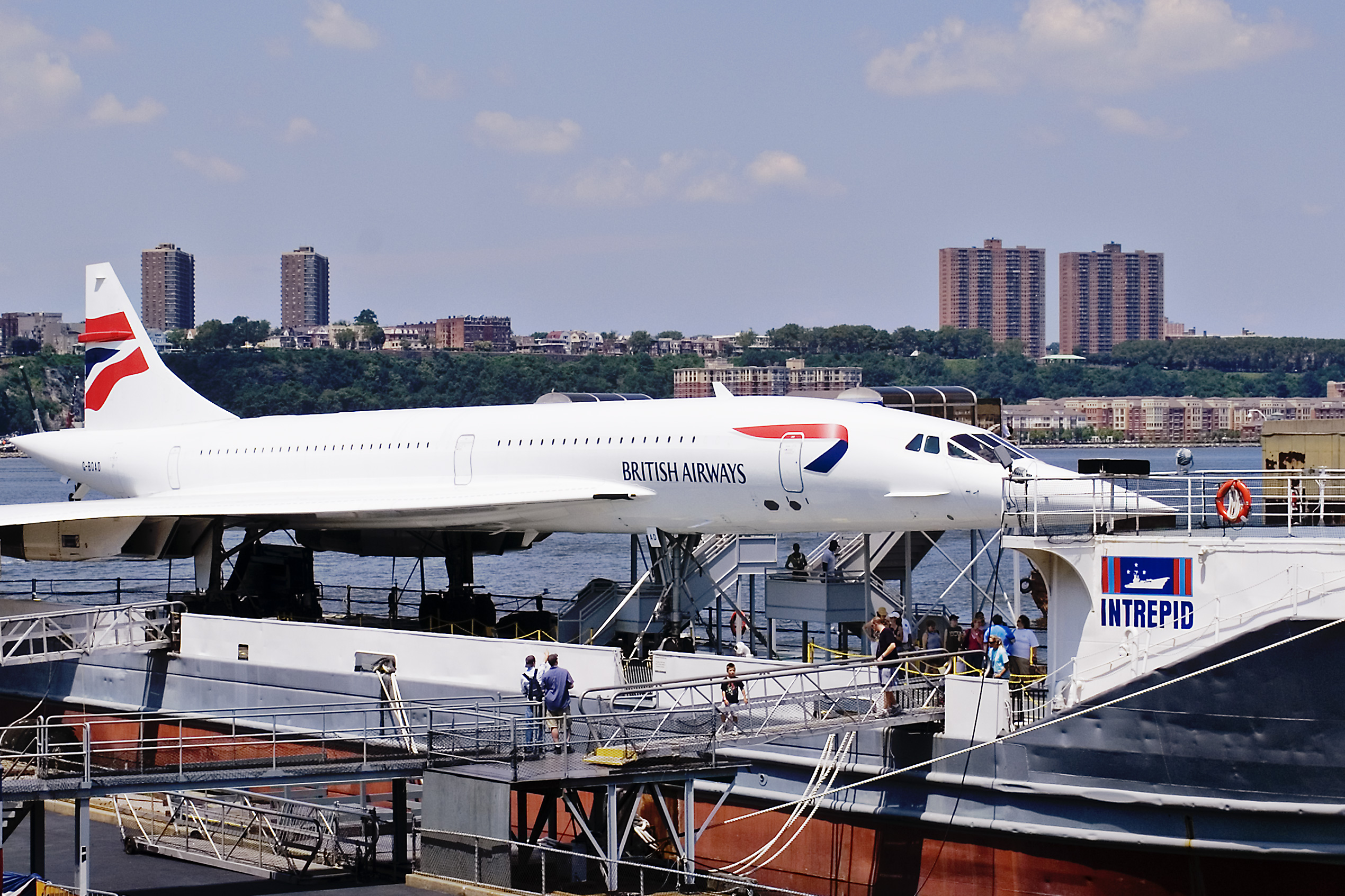
Die Concorde G-BOAD der British Airways

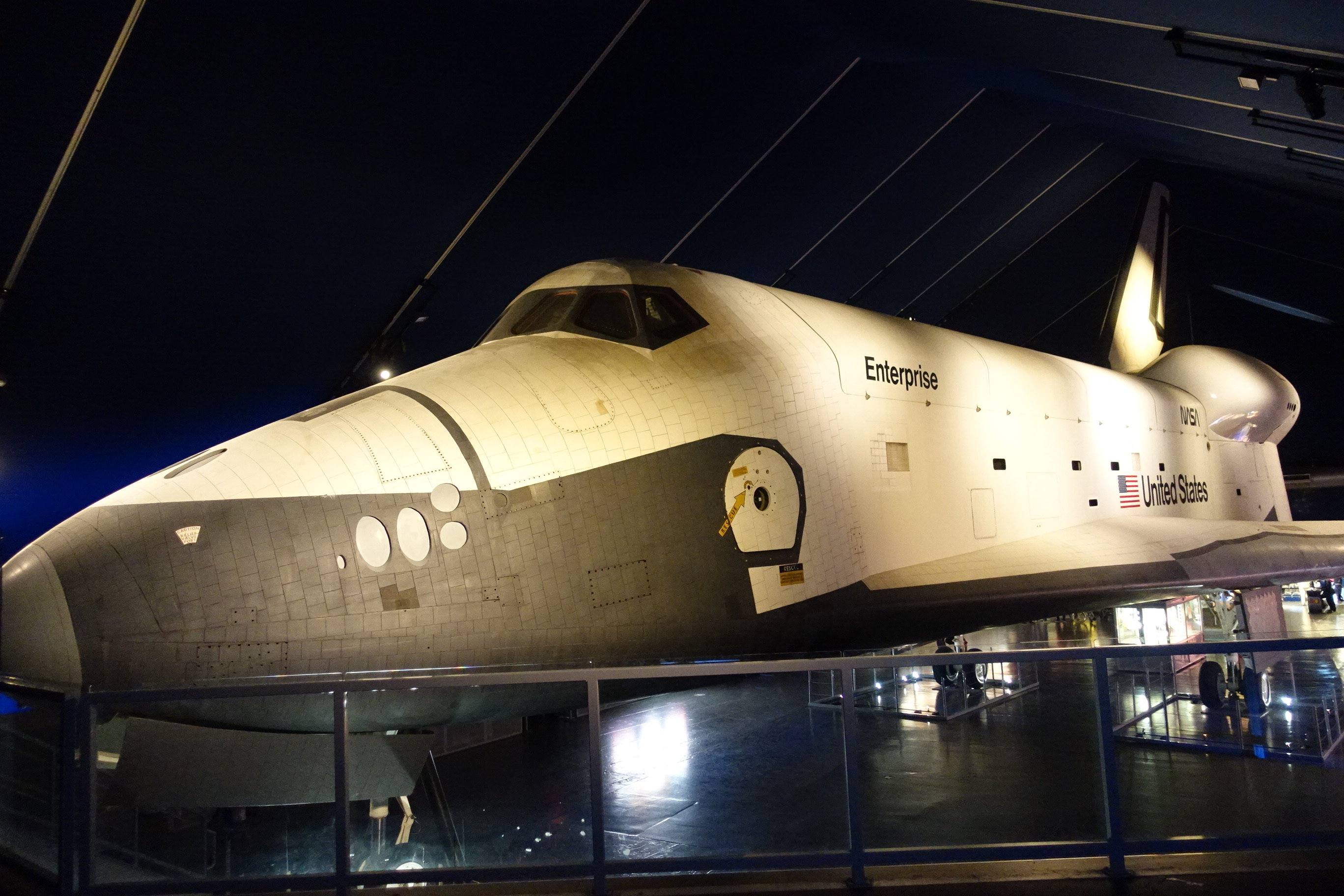
Space Shuttle Enterprise im „Space Shuttle Pavillon“

Neben dem Hauptexponat, der USS Intrepid, die im Zweiten Weltkrieg im Pazifik im Einsatz war sowie während des Vietnamkriegs im Südchinesischen Meer und zur Bergung von Mercury- und Gemini-Landekapseln der NASA verwendet wurde, sind viele Flugzeuge als Ausstellungsstücke auf dem Flugdeck des Schiffs ausgestellt. Darunter verbreitete Typen wie Grumman TBF, McDonnell F-4, Grumman F-14, General Dynamics F-16, Douglas A-4, Grumman A-6 und Hawker Siddeley Harrier, aber auch seltene Typen wie die Lockheed A-12 und die IAI F-21. Zudem sind einige Hubschrauber wie AH-1 Cobra und Bell UH-1 aus der Zeit des Vietnamkriegs und ein Sikorsky S-62 der United States Coast Guard an Deck.
Neben dem Träger liegt die USS Growler, ein U-Boot mit Marschflugkörpern der Grayback-Klasse, die 1988 an das Museum gestiftet wurde.
Zusätzlich zu den militärischen Exponaten wurde ab 2004 das zivile Verkehrsflugzeug Concorde mit dem Luftfahrzeugkennzeichen G-BOAD ausgestellt, die für British Airways flog. Die Concorde hatte den Zerstörer Edson ersetzt, der von 1989 bis 2004 neben der Intrepid am Pier lag. Im August 2023 wurde die Concorde zur Restaurierung mit einem Schleppkahn nach Brooklyn gebracht.
Das bisher im Smithsonian National Air and Space Museum ausgestellte Space Shuttle Enterprise wurde am 27. April 2012 nach New York gebracht und wird seit dem 19. Juli 2012 im „Space Shuttle Pavillon“ ausgestellt. Die Enterprise diente ab 1977 zur Erprobung der Flugfähigkeiten von Space Shuttles in der Atmosphäre, war jedoch nicht zum Flug in den Weltraum geeignet.

## Umfeld
Das Intrepid Sea, Air & Space Museum liegt in einem Bereich, der vor allem touristischen Aktivitäten dient. Das New York Passenger Ship Terminal, die Circle Line und eine Hubschrauber-Plattform für Rundflüge um Manhattan sind im direkten Umfeld des Museums. Schräg gegenüber auf der 12. Avenue zwischen 42. und 43. Straße ist das Konsulat der Volksrepublik China angesiedelt.

## Das Museum als Kulisse
Im Film Das Vermächtnis der Tempelritter mit Nicolas Cage findet eine Schlüsselszene auf dem  Intrepid Sea, Air & Space Museum statt.
In I am Legend spielt Will Smith vom Backbord-Höhenruder einer am Bug des Flugdecks geparkten Lockheed A-12 aus Golf und zielt dabei auf das menschenleere Manhattan.
Im Film Sully blickt die Hauptfigur Flugkapitän Chesley Sullenberger (gespielt von Tom Hanks) nach einer Rückblende vom Pier 88 auf eine McDonnell Douglas F-4 Phantom II, die auf dem Flugdeck der Intrepid steht. Es handelt sich allerdings nicht um das Exemplar, das im Intrepid Sea, Air & Space Museum besichtigt werden kann, sondern um eine animierte Maschine. Außerdem ist das Museum in mehreren Szenen zusammen mit der Silhouette von Manhattan zu sehen.